# Galumna costata
Galumna costata är en kvalsterart som beskrevs av Sandór Mahunka 1978. Galumna costata ingår i släktet Galumna och familjen Galumnidae. Inga underarter finns listade i Catalogue of Life.